# 早稲田大学国策研究会
早稲田大学国策研究会（わせだだいがくこくさくけんきゅうかい、旧字体: 早稻田大學國策硏究會）は、早稲田大学公認の政治学術サークル。昭和19年（1944年）創立。学内最古の保守系サークルである。